# Walter Carlos' Clockwork Orange
| Críticas profissionais | Críticas profissionais |
| Avaliações da crítica  | Avaliações da crítica  |
| Fonte                  | Avaliação              |
| ---------------------- | ---------------------- |
| Allmusic               | [ 1 ]                  |

Walter Carlos' A Clockwork Orange, lançada pela primeira vez em 1972, é um álbum de música eletrônica por Wendy Carlos. Todas as músicas da coleção foram compostas ou fizeram parte do filme Laranja Mecânica (1971). Embora Carlos trabalhou em estreita colaboração com o diretor Stanley Kubrick durante a produção do filme, muito de suas composições não foram utilizadas, ou foram usadas apenas de forma abreviada. O álbum oficial da trilha sonora do filme também omitiu grande parte do trabalho de Carlos.
Sob o título original de Walter Carlos' Clockwork Orange (Carlos passou por um tratamento de mudança de sexo em aproximadamente o mesmo tempo), o álbum incluía versões completas da trilha emblemática "Timesteps", originalmente concebida como uma inspiração para uma plena realização da Nona Sinfonia de Beethoven para instrumentos eletrônicos. Entre os instrumentos utilizados para o álbum foi um seguidor de espectro, o protótipo para os posteriores vocoders utilizados na música eletrônica. Este dispositivo reproduz o espectro harmônico de um som de entrada e reveste em um outro som, que para efeitos práticos, significava que ele poderia alterar um som instrumental e convertê-lo para o som de uma voz humana. Desde a Nona Sinfonia que tinha uma seção de coral no final, Carlos sentiu que era um desafio apropriado para o novo dispositivo.
De acordo com as notas do álbum, logo após compor "Timesteps" Carlos também começou a ler Laranja Mecânica, e notou que os temas de abertura refletem o sentimento dos primeiros capítulos do livro. Posteriormente, o tema desenvolvido, de acordo com as próprias palavras de Carlos, era "uma composição autônoma com uma afinidade estranha para 'relógio'", a última palavra era a maneira de Carlos referir sobre livro. Quando a versão cinematográfica foi anunciada, Carlos e a produtora Rachel Elkind fizeram uma gravação de demonstração para Kubrick, que se interessou e as convidou a se encontrarem com ele em Londres.
O resultado final não foi totalmente satisfatório para Carlos em termos de contribuição total para o filme, mas permaneceu a oportunidade de apresentar a música em um álbum separado, o que levou a esta coleção.

## Capa do álbum
A gravadora não tentou usar imagens do filme na capa do álbum. A imagem escolhida foi uma colagem surrealista de objetos e imagens que representam as idéias no filme. Estes incluíram um rifle, uma imagem de Beethoven dentro do numeral "9", várias imagens mecânicas, incluindo um mecanismo de relógio sobreposto a uma laranja cortada, dançarinos que representam os temas clássicos, e assim por diante. Isto novamente não foi inteiramente ao gosto de Carlos e Elkind.
Para o relançamento em CD, uma imagem parodiando o próprio logotipo do filme foi criado e usado na capa retratando Beethoven segurando um copo de leite drogado através do cartaz do filme icônico "A" em forma de imagem, com a imagem da capa original na contracapa do folheto incluído.

## Faixas

### Original (LP)[2]
- Lado A

1. Timesteps
2. March from A Clockwork Orange, baseado no coral da Nona Sinfonia de Beethoven.

- Lado B

1. Title Music from A Clockwork Orange, baseado na Music for the Funeral of Queen Mary de Henry Purcell.
2. La Gazza Ladra (The Thieving Magpie), de Gioachino Rossini. Não usado no filme, mas inspirado pelo uso da versão instrumental.
3. Theme from A Clockwork Orange (Beethoviana), tema do título refeito no estilo de Beethoven usando tons de flauta.
4. Nona Sinfonia: Segundo Movimento, versão eletrônica resumida da Scherzo de Beethoven.
5. William Tell Overture (Resumido), de Gioachino Rossini.
6. Country Lane, uma trilha original destinada a ser usada em uma cena em que o protagonista, Alex, é levado para o país e espancado pela polícia. Reafirma temas de outras composições e também cita o conhecido tema Dies Irae. As palavras de Dies Irae ("Dies iræ Dies illa. Solvet sæclum in favilla.") também são usadas, prestadas através do vocoder.

### Relançamento (CD)
1. Timesteps - 13:47 (composição completa)
2. March from A Clockwork Orange (Beethoven: Nona Sinfonia: Quarto Movimento, resumido) - 7:02
3. Title Music from A Clockwork Orange (da Music for the Funeral of Queen Mary de Purcell) - 2:23
4. La Gazza Ladra (de Rossini The Thieving Magpie, resumido) - 6:00
5. Theme from A Clockwork Orange (Beethoviana) - 1:48
6. Nona Sinfonia: Segundo Movimento (Scherzo) - 4:52
7. William Tell Overture, resumido - 1:18
8. Orange Minuet - 2:35 (outtake) para a cena do palco, após Alex sofrer lavagem cerebral
9. Biblical Daydreams - 2:06 (outtake) como plano de fundo quando Alex fantasia sobre cenas de batalhas enquanto lê o Velho Testamento na biblioteca da prisão
10. Country Lane - 4:56 (versão melhorada)